# Club León Femenil
El Club León Femenil es un equipo de fútbol femenil profesional mexicano. Juega en la Liga MX Femenil y tiene su sede en el Estadio León ubicado en la ciudad de León, Guanajuato. Fue fundado en mayo de 2017 y es la sección femenil del Club León.

## Historia
El equipo fue creado en mayo de 2017 como contraparte femenil del Club León de la Liga MX, el León se convirtió en uno de los clubes fundadores de la nueva liga de fútbol.
El 29 de julio de 2017 se disputó el primer partido profesional del equipo, en donde las leonesas fueron derrotadas por 2-1 ante el Santos Laguna.
En el Torneo Clausura 2019 el equipo jugó su primera liguilla, cayendo eliminado en cuartos de final por el América.

## Indumentaria

### Proveedor
| Período     | Proveedor |
| ----------- | --------- |
| 2017 – 2021 | Pirma     |
| 2021 – 2025 | Charly    |

### Patrocinadores
| - Caliente - Cementos Fortaleza - Gobierno del Estado de Guanajuato - Corona Extra - Pinturas Perdura - Oxxo Gas - Electrolit - Primera Plus - Carl's Jr. - Subway | - Telcel - Ciudad Maderas - Mazda - Office Depot - Leche León - La Alemana - Krispy Kreme - HS Hotss Hotel - TUDN |

## Jugadoras

### Altas y bajas: Clausura 2024
Fecha de actualización: 23 de mayo de 2024
| Altas             | Altas     | Altas       |
| Jugadora          | Posición  | Procedencia |
| ----------------- | --------- | ----------- |
| Miriam García     | Defensa   | Pachuca     |
| Yanin Madrid      | Defensa   | Pachuca     |
| Karla Zempoalteca | Defensa   | Atlas       |
| Elliana Ramírez   | Delantero | Pachuca     |

 En Pretemporada existen jugadoras del equipo piloto, se contemplarán como altas si son registradas para el torneo.
| Bajas            | Bajas         | Bajas        |
| Jugadora         | Posición      | Destino      |
| ---------------- | ------------- | ------------ |
| Ángeles Martínez | Portera       | Agente Libre |
| Zoé Aguirre      | Portera       | Agente Libre |
| Karen Díaz       | Defensa       | Agente Libre |
| Marypaz Barbosa  | Defensa       | Agente Libre |
| África Guerrero  | Mediocampista | Agente Libre |

Existen casos de jugadoras que estaba en el equipo piloto y fichan para otro equipo, la jugadora se considerará baja las que debutan en liga.

### Fuerzas Básicas

#### Sub-19
- La jugadora ya debutó en Primera División.

### Jugadoras internacionales
| Selección                                  | Categoría | Jugadoras                                                        | #     |
| ------------------------------------------ | --------- | ---------------------------------------------------------------- | ----- |
| México                                     | Sub-20    | Isabela Esquivias, Alexa Hernández, Renatta Cota, Vianney Alemán | 1 (4) |
| México                                     | Sub-17    | Kenia Díaz, Gineva López                                         | (2)   |
| México                                     | Sub-16    | Natalia Macías                                                   | 1 (1) |
| Argentina                                  | Absoluta  | Ruth Bravo                                                       | (1)   |
| Costa Rica                                 | Absoluta  | Lixy Rodríguez                                                   | 1(1)  |
| Chile                                      | Absoluta  | Fernanda Pinilla                                                 | 1 (1) |
| Venezuela                                  | Absoluta  | Ysaura Viso                                                      | 1 (1) |
| Fecha de actualización: 23 de mayo de 2024 |           |                                                                  |       |

Se consideran jugadoras internacionales si han recibido llamado a selecciones nacionales en los últimos 12 meses. Con negritas se muestran aquellas jugadoras que han sido llamadas en la última convocatoria.

## Plantillas Importantes

### 11 Inicial en Liga
La Fiera inicia su participación en la Liga MX Femenil el 29 de julio de 2017 en la cancha alterna del TSM, cayendo con un marcador de 2 a 1 ante el Club Santos Laguna. El gol a favor fue anotado por Sanjuana Muñóz al minuto 75. 
| Alineación: - Lyz García - Michell Guerrero - Brenda Díaz - María Rangel - Marisol Luna - Paulina Gómez - Leticia Vázquez - Sandra Ramírez - Tania García - Sanjuana Muñóz - Perla Morones - D.T. José Mota |  | L. García M. Guerrero B. Díaz M. Rangel M. Luna P. Gómez L. Vázquez S. Ramírez T. García S. Muñóz P. Morones |

### 1erPartido de Liguilla
Las Esmeraldas inician su participación en la fase final de la Liga MX Femenil en los cuartos de final del torneo Clausura 2019 el 25 de abril de 2019 en el Estadio Nou Camp, cayendo 1 a 0 ante el América. 
| Alineación: - Sandra Lozano - Claudia Anguiano - Selena Valera - Michelle González - Brenda Díaz - Karla Zempoalteca - Diana García - Michelle Vargas - Yamilé Franco - Perla Navarrete - Denisse Valdez - D.T. Everaldo Begines |  | S. Lozano C. Anguiano S. Valera M. González B. Díaz K. Zempoalteca D. García M. Vargas Y. Franco P. Navarrete D. Valdez |

### Primer amistoso internacional
Las Esmeraldas, como parte de su pretemporada antes del inicio del torneo Clausura 2024, jugaron su primer partido internacional contra Municipal Pococí en Alajuela. El equipo ganó el encuentro 2-0.
| Alineación: - Ángeles Martínez - Vanessa López - Gineva Díaz - Brenda Díaz - Itzayana Gómez - Ruth Bravo - Africa Guerrero - Marlyn Campa - Lizbeth Ángeles - Yashira Barrientos - Daniela Calderón - D.T. Alejandro Corona |  | L. García M. Guerrero B. Díaz M. Rangel M. Luna P. Gómez L. Vázquez S. Ramírez T. García S. Muñóz P. Morones |

## Estadística Histórica

### Primera División
Actualizado al último partido disputado el: 12 de mayo de 2024
| TORNEO        | PJ  | PG | PE | PP  | GF  | GC  | DIF  | PTS | POSICIÓN                                     | LOGRO                                        | EFE (%) |
| ------------- | --- | -- | -- | --- | --- | --- | ---- | --- | -------------------------------------------- | -------------------------------------------- | ------- |
| Apertura 2017 | 14  | 3  | 1  | 10  | 18  | 42  | -24  | 10  | 13.º                                         | –                                            | 23.8    |
| Clausura 2018 | 14  | 2  | 3  | 9   | 20  | 39  | -19  | 9   | 14.º                                         | –                                            | 21.4    |
| Apertura 2018 | 16  | 6  | 4  | 6   | 20  | 21  | -1   | 22  | 10.º                                         | –                                            | 45.8    |
| Clausura 2019 | 18  | 6  | 5  | 7   | 23  | 21  | 2    | 23  | 7.º                                          | Cuartos de final                             | 42.6    |
| Apertura 2019 | 18  | 6  | 5  | 7   | 23  | 21  | 2    | 23  | 11.º                                         | –                                            | 42.6    |
| Clausura 2020 | 9   | 5  | 1  | 3   | 18  | 12  | 6    | 16  | Suspendido debido a la pandemia por COVID-19 | Suspendido debido a la pandemia por COVID-19 | 59.3    |
| Apertura 2020 | 17  | 4  | 4  | 9   | 21  | 31  | -10  | 16  | 13.º                                         | –                                            | 31.4    |
| Clausura 2021 | 17  | 5  | 2  | 10  | 17  | 33  | -16  | 17  | 14.º                                         | –                                            | 33.3    |
| Apertura 2021 | 17  | 3  | 5  | 9   | 18  | 30  | -12  | 14  | 15.º                                         | –                                            | 27.5    |
| Clausura 2022 | 17  | 3  | 4  | 10  | 18  | 40  | -22  | 13  | 16.º                                         | –                                            | 25.5    |
| Apertura 2022 | 17  | 6  | 3  | 8   | 22  | 26  | -4   | 21  | 12.º                                         | –                                            | 41.2    |
| Clausura 2023 | 17  | 5  | 4  | 8   | 20  | 30  | -10  | 19  | 11.º                                         | –                                            | 37.3    |
| Apertura 2022 | 17  | 7  | 2  | 8   | 20  | 30  | -10  | 23  | 10.º                                         | –                                            | 45.1    |
| Clausura 2024 | 19  | 8  | 4  | 7   | 32  | 29  | 2    | 28  | 7.º                                          | Cuartos de final                             | 49.1    |
| TOTAL         | 227 | 69 | 47 | 111 | 290 | 405 | -116 | 254 | 12.º                                         | 2 Cuartos de final                           | 37.30 % |

### Participación internacional
| Partidos internacionales | Partidos internacionales | Partidos internacionales | Partidos internacionales | Partidos internacionales | Partidos internacionales | Partidos internacionales |
| N.º                      | Fecha                    | Localidad                | Local                    | Res.                     | Visitante                | Certamen                 |
| ------------------------ | ------------------------ | ------------------------ | ------------------------ | ------------------------ | ------------------------ | ------------------------ |
| 1                        | 16 de diciembre de 2023  | Alajuela                 | Municipal Pococí         | 0:2                      | Club León Femenil        | Partido amistoso         |

## Goles históricos

### Goles en Liga
| Gol                                            | Fecha                  | Jugador                   | Rival                 | Resultado | Notas           |
| ---------------------------------------------- | ---------------------- | ------------------------- | --------------------- | --------- | --------------- |
| 1                                              | 29 de julio de 2017    | Sanjuana Muñoz (75')      | Club Santos Laguna    | 2 - 1     | Primer gol Liga |
| 50                                             | 28 de agosto de 2018   | Michelle González (36')   | Querétaro Fútbol Club | 1 - 1     | Gol número 50   |
| 100                                            | 4 de noviembre de 2019 | Montserrat Martínez (70') | Club Puebla           | 3 - 3     | Gol número 100  |
| 200                                            | 1 de agosto de 2022    | Liliana Sánchez (19')     | Club Santos Laguna    | 1 - 2     | Gol número 200  |
| Fecha de actualización: 3 de noviembre de 2023 |                        |                           |                       |           |                 |

## Máximas goleadoras
Actualizado al último partido disputado el: 12 de mayo de 2024

### Máximas goleadoras en liga
| Pos  | Nacionalidad | Nombre              | Goles |
| ---- | ------------ | ------------------- | ----- |
| 1.º  | México       | Daniela Calderón    | 46    |
| 2.º  | México       | Yashira Barrientos  | 23    |
| 2.º  | México       | Sanjuana Muñoz      | 20    |
| 4.º  | México       | Michelle Vargas     | 13    |
| 5.º  | México       | Diana García        | 10    |
| 5.º  | México       | Leticia Vázquez     | 10    |
| 5.º  | México       | Yamile Franco       | 10    |
| 8.º  | México       | Lucero Cuevas       | 9     |
| 8.º  | Argentina    | Mariana Larroquette | 9     |
| 10.º | México       | Paulina Gómez       | 8     |
| 10.º | México       | Perla Morones       | 8     |

| Máximas goleadoras en temporada regular | Máximas goleadoras en temporada regular | Máximas goleadoras en temporada regular | Máximas goleadoras en temporada regular |
| Pos                                     | Nacionalidad                            | Nombre                                  | Goles                                   |
| --------------------------------------- | --------------------------------------- | --------------------------------------- | --------------------------------------- |
| 1.º                                     | México                                  | Daniela Calderón                        | 45                                      |
| 2.º                                     | México                                  | Yashira Barrientos                      | 23                                      |
| 2.º                                     | México                                  | Sanjuana Muñoz                          | 20                                      |
| 4.º                                     | México                                  | Michelle Vargas                         | 13                                      |
| 5.º                                     | México                                  | Diana García                            | 10                                      |
| 5.º                                     | México                                  | Leticia Vázquez                         | 10                                      |
| 5.º                                     | México                                  | Yamile Franco                           | 10                                      |
| Máximas goleadoras en liguilla          |                                         |                                         |                                         |
| Pos                                     | Nacionalidad                            | Nombre                                  | Goles                                   |
| 1.º                                     | México                                  | Daniela Calderón                        | 1                                       |
| 1.º                                     | México                                  | Perla Navarrete                         | 1                                       |

### Máximas anotadoras por temporada
| Máximas anotadoras por temporada regular de liga | Máximas anotadoras por temporada regular de liga        | Máximas anotadoras por temporada regular de liga |
| Torneo                                           | Jugadora                                                | Goles                                            |
| ------------------------------------------------ | ------------------------------------------------------- | ------------------------------------------------ |
| Apertura 2017                                    | Perla Morones                                           | 7                                                |
| Clausura 2018                                    | Leticia Vázquez                                         | 8                                                |
| Apertura 2018                                    | Sanjuana Muñóz                                          | 7                                                |
| Clausura 2019                                    | Yamilé Franco                                           | 4                                                |
| Clausura 2019                                    | Denisse Valadez                                         | 4                                                |
| Apertura 2019                                    | Sanjuana Muñóz                                          | 6                                                |
| Clausura 2020 *                                  | Diana García                                            | 5                                                |
| Apertura 2020                                    | Lucero Cuevas                                           | 5                                                |
| Clausura 2021                                    | Daniela Calderón                                        | 4                                                |
| Apertura 2021                                    | Anisa Guajardo                                          | 4                                                |
| Apertura 2021                                    | Daniela Calderón                                        | 4                                                |
| Clausura 2022                                    | Daniela Calderón                                        | 9                                                |
| Apertura 2022                                    | Daniela Calderón                                        | 5                                                |
| Apertura 2022                                    | Mariana Larroquette                                     | 5                                                |
| Clausura 2023                                    | Daniela Calderón Mariana Larroquette Yashira Barrientos | 4                                                |
| Apertura 2023                                    | Yashira Barrientos                                      | 8                                                |
| Clausura 2024                                    | Yashira Barrientos                                      | 9                                                |

| Máximas anotadoras por liguilla | Máximas anotadoras por liguilla              | Máximas anotadoras por liguilla              |
| Torneo                          | Jugadora                                     | Goles                                        |
| ------------------------------- | -------------------------------------------- | -------------------------------------------- |
| Clausura 2019                   | Perla Navarrete                              | 1                                            |
| Clausura 2020                   | Suspendido debido a la pandemia por COVID-19 | Suspendido debido a la pandemia por COVID-19 |
| Clausura 2024                   | Daniela Calderón                             | 1                                            |

## Palmarés

### Fuerzas Básicas
| Competición nacional         | Títulos       | Subcampeonatos |
| ---------------------------- | ------------- | -------------- |
| Liga MX Femenil Sub-19 (1/1) | Apertura 2023 |                |

## Jugadoras Extranjeras
| Jugadora            | Posición      | Edad    | Procedencia          | Destino              | Duración            |
| ------------------- | ------------- | ------- | -------------------- | -------------------- | ------------------- |
| Marta Cox           | Mediocampista | 27 años | L.D. Alajuelense     | C. de F. Pachuca     | Ap. 2021 - Cl. 2022 |
| Victoria Swift      | Defensa       | 30 años | Fjardabyggd Hottur   | F.C. Carmen Bucarest | Ap. 2021 - Cl. 2022 |
| Romina Núñez        | Mediocampista | 31 años | C.D. UAI Urquiza     | C.D. UAI Urquiza     | Ap. 2022            |
| Mariana Larroquette | Delantera     | 32 años | Sporting C.P.        | Orlando Pride        | Ap. 2022 - Cl. 2023 |
| Ruth Bravo          | Delantera     | 28 años | C. F. Pachuca        | Sigue en el club     | Ap. 2022 - Presente |
| Lixy Rodríguez      | Delantera     | 34 años | L. D. Alajuelense    | Sigue en el club     | Ap. 2022 - Presente |
| Sophia Braun        | Defensa       | 25 años | Gonzaga University   | Kansas City Current  | Cl 2023 - Ap. 2023  |
| Maria Alves         | Delantera     | 32 años | Palmeiras            | Santos F. C.         | Ap. 2023            |
| Fernanda Pinilla    | Delantera     | 31 años | Universidad de Chile | En el club           | Cl. 2024            |
| Ysaura Viso         | Delantera     | 32 años | C. S. y D. Colo-Colo | En el club           | Cl. 2024            |

## Entrenadores
Actualizado al último partido disputado el: 12 de mayo de 2024
| Entrenador       | Temporada     | PJ | PG | PE | PP | TR | GF | GC | DIF | PTS | POS                                          | Resultado                                    | EFE (%) |
| ---------------- | ------------- | -- | -- | -- | -- | -- | -- | -- | --- | --- | -------------------------------------------- | -------------------------------------------- | ------- |
| José Mota        | Apertura 2017 | 14 | 3  | 1  | 10 | 0  | 18 | 42 | -24 | 10  | 13.º                                         | Fase de grupos                               | 23.8    |
| José Mota        | Clausura 2018 | 14 | 2  | 3  | 9  | 0  | 20 | 39 | -19 | 9   | 14.º                                         | Fase de grupos                               | 21.4    |
| José Mota        | Total         | 28 | 5  | 4  | 19 | 0  | 38 | 81 | -43 | 19  | 14.º                                         | Fase de grupos                               | 22.6 %  |
| Everaldo Begines | Apertura 2018 | 16 | 6  | 4  | 6  | 0  | 20 | 21 | -1  | 22  | 10.º                                         | Fase de grupos                               | 45.8    |
| Everaldo Begines | Clausura 2019 | 18 | 7  | 4  | 7  | 0  | 23 | 21 | 2   | 23  | 7.º                                          | Cuartos de final                             | 46.3    |
| Everaldo Begines | Apertura 2019 | 18 | 6  | 5  | 7  | 0  | 23 | 21 | 2   | 23  | 11.º                                         | Fase Regular                                 | 42.6    |
| Everaldo Begines | Clausura 2020 | 9  | 5  | 1  | 3  | 0  | 18 | 12 | 6   | 16  | Suspendido debido a la pandemia por COVID-19 | Suspendido debido a la pandemia por COVID-19 | 59.3    |
| Everaldo Begines | Apertura 2020 | 7  | 2  | 2  | 3  | 0  | 8  | 9  | -1  | 8   | Dejó el equipo en la Jornada 7               | Dejó el equipo en la Jornada 7               | 38.1    |
| Everaldo Begines | Total         | 68 | 26 | 16 | 26 | 0  | 92 | 84 | 8   | 92  | 9.º                                          | 1 Cuartos de final                           | 46.1 %  |
| Salvador Bravo   | Apertura 2020 | 10 | 2  | 2  | 6  | 0  | 13 | 22 | -9  | 8   | 13.º                                         | Fase Regular                                 | 26.7    |
| Salvador Bravo   | Total         | 10 | 2  | 2  | 6  | 0  | 13 | 22 | -9  | 8   | 13.º                                         | Fase Regular                                 | 26.7 %  |
| Scarlett Parada  | Clausura 2021 | 17 | 5  | 2  | 10 | 0  | 17 | 20 | -3  | 17  | 14.º                                         | Fase Regular                                 | 33.3    |
| Scarlett Parada  | Apertura 2021 | 17 | 3  | 5  | 9  | 0  | 18 | 30 | -12 | 14  | 15.º                                         | Fase Regular                                 | 27.5    |
| Scarlett Parada  | Total         | 34 | 8  | 7  | 19 | 0  | 35 | 50 | -15 | 31  | 15.º                                         | Fase Regular                                 | 30.4 %  |
| Adrián Martínez  | Clausura 2022 | 17 | 3  | 4  | 10 | 0  | 18 | 40 | -22 | 13  | 16.º                                         | Fase Regular                                 | 25.5    |
| Adrián Martínez  | Apertura 2022 | 16 | 6  | 3  | 7  | 1  | 22 | 26 | -4  | 21  | 12.º                                         | Fase Regular                                 | 43.8    |
| Adrián Martínez  | Total         | 33 | 9  | 7  | 17 | 1  | 40 | 66 | -26 | 34  | 14.º                                         | Fase Regular                                 | 34.3 %  |
| Alejandro Corona | Clausura 2023 | 17 | 5  | 4  | 8  | 0  | 20 | 30 | -10 | 19  | 11.º                                         | Fase Regular                                 | 37.3    |
| Alejandro Corona | Apertura 2023 | 17 | 7  | 2  | 8  | 0  | 20 | 30 | -10 | 23  | 10.º                                         | Fase Regular                                 | 45.1    |
| Alejandro Corona | Clausura 2024 | 19 | 8  | 4  | 7  | 1  | 32 | 29 | 2   | 28  | 7.º                                          | Cuartos de final                             | 49.1    |
| Alejandro Corona | Total         | 53 | 20 | 10 | 23 | 1  | 72 | 89 | -18 | 70  | 9.º                                          | Fase Regular                                 | 44.03 % |